# Stebnícka Huta
Stebnícka Huta (allemand : Glashütte im Scharosch), est un village de Slovaquie situé dans la région de Prešov.

## Histoire
Première mention écrite du village en 1600.

## Démographie

### Évolution de la population
| Année:               | 1994. | 2004.   | 2014.   | 2024.    |
| -------------------- | ----- | ------- | ------- | -------- |
| Nombre de personnes: | 242   | 253     | 234     | 194      |
| Différence:          |       | +4,54 % | -7,50 % | -17,09 % |

| Année:               | 2023. | 2024. |
| -------------------- | ----- | ----- |
| Nombre de personnes: | 194   | 194   |
| Différence:          |       | +0 %  |